# Lhundub Sopa
Lhundub Sopa (né Tsang, 1923 - 28 août 2014) est un moine tibétain.

## Biographie
Lhundub Sopa est né au Tibet. Il devint moine novice et entra au monastère de Gaden Chokor en 1932. En 1941, il rejoignit le monastère de Séra à Lhassa. Il a été choisi comme l'un des examinateurs de débat du dalaï-lama lors du Festival de prière annuel en 1959.
Lhundub Sopa  s'est exilé en Inde après le soulèvement tibétain de 1959,. En 1962, il a reçu le degré de guéshé lharampa. À la demande de Tenzin Gyatso, le 14e dalaï-lama, il s'installe aux États-Unis avec trois autres moines (Sharpa Tulkou, Khamlung Tulku et Lama Kunga) la même année pour apprendre l'anglais et étudier la culture américaine.
En 1967, Lhundub Sopa a été invité par Richard Robinson à rejoindre la faculté du programme pionnier d'études bouddhistes à l'université du Wisconsin à Madison. Lhundub Sopa a été le premier Tibétain à être titulaire dans une université américaine. Occupant divers postes au fil des ans, lorsqu'il a pris sa retraite en 1997, il est devenu professeur émérite au Département d'études sud-asiatiques. [1] Pendant ce temps, Lhundub Sopa a formé un grand nombre de la première génération d'érudits et de traducteurs bouddhistes respectés aux États-Unis, notamment Jeffrey Hopkins, José Cabezón, John Makransky, Edward W. Bastian et Zorba Paster.
Pour répondre à la demande des étudiants pour les enseignements bouddhistes, Lhundub Sopa a fondé le Deer Park Buddhist Center and Monastery dans l'Oregon, Wisconsin en 1976. L'initiation au Tantra de kalachakra a été donnée en Occident pour la première fois à Deer Park en juillet 1981.
Il a été administrateur du Comité international pour le Conseil de la paix.
Parmi ses disciples, se trouvent Guéshé Jampa Tegchok, Guéshé Lobsang Donyo, Guéshé Lobstang Tsering, devenus ultérieurement les abbés du monastère de Séra Je, ainsi que Lama Yeshe et Lama Zopa Rinpoché.
Lhundub Sopa est décédée de causes naturelles au Deer Park Buddhist Center en août 2014, à l'âge de 92 ans en état de tukdam[réf. souhaitée].